# Ullsfjorden
L'Ullsfjorden (també en sami septentrional: Moskavuotna) és un fiord situat als municipis de Tromsø, Karlsøy i Lyngen, al comtat de Troms, Noruega. Amb 75 quilòmetres el fiord flueix de Sjøvassbotn cap al nord al llarg del costat oest de la península de Lyngen (on es troben els famosos Alps de Lyngen). L'illa de Reinøya es troba al llarg del costat oest del fiord. La part sud de l'Ullsfjorden també es coneix com a Sørfjorden. La zona que envolta l'Ullsfjorden era part del municipi d'Ullsfjord, que desaparegué durant el final del segle xx.